# نيكولو بيلوني
نيكولو بيلوني (بالإيطالية: Niccolò Belloni)‏ هو لاعب كرة قدم إيطالي في مركز الوسط، ولد في 10 يوليو 1994 في ماسا في إيطاليا. شارك مع منتخب إيطاليا تحت 19 سنة لكرة القدم ومنتخب إيطاليا تحت 20 سنة لكرة القدم. أما مع النوادي، فقد لعب مع إنتر ميلان ونادي برو فيرتشيلي ونادي ترنانا ونادي سبيزيا ونادي مودينا.

## وصلات خارجية
- نيكولو بيلوني على موقع قاعدة بيانات كرة القدم.إي يو (الإنجليزية)
- نيكولو بيلوني على موقع Soccerway.com (الإنجليزية)
- نيكولو بيلوني على موقع عالم كرة القدم.نت (الإنجليزية)